# 9512 Feijunlong
9512 Feijunlong è un asteroide della fascia principale. Scoperto nel 1966, presenta un'orbita caratterizzata da un semiasse maggiore pari a 2,6416637 UA e da un'eccentricità di 0,1092964, inclinata di 14,02605° rispetto all'eclittica.